# Oxyopes obscurifrons
Oxyopes obscurifrons är en spindelart som beskrevs av Simon 1910. Oxyopes obscurifrons ingår i släktet Oxyopes och familjen lospindlar.
Artens utbredningsområde är São Tomé. Inga underarter finns listade i Catalogue of Life.